# Relațiile dintre România și Iran
Relațiile dintre România și Iran sunt relațiile externe dintre România și Iran. România are o ambasadă în Teheran. Iran are o ambasadă în București.

## Istoricul relațiilor româno-iraniene
Relațiile semnificative, susținute, între România și Iran aparțin celei de-a doua jumătate a secolului XX. Ele și-au datorat dezvoltarea în primul rând beneficiilor economice pe care ambele țări se așteptau să le obțină în urma unor contacte sporite, dar consecințele politice ale relației, deși de importanță secundară, nu au fost deloc neglijabile în atmosfera internațională creată de Războiul Rece. Relațiile culturale în perioada respectivă au fost relativ modeste, dar interesul savanților și scriitorilor români pentru literatura și limba persană a crescut, dovadă fiind numărul de traduceri ale poeziei persane clasice în limba română.

### Relații politice și economice
Înainte de secolul al XX-lea relațiile politice dintre români și iranieni erau sporadice, deși contactele dintre strămoșii lor ajung încă din antichitate. La începutul secolului al VI-lea î.Hr., strămoșii românilor, geto-dacilor, un popor trac care locuia în bazinul inferior al Dunării, și iranienii s-au întâlnit în luptă când Darius cel Mare, circa 514-13, a invadat Tracia în timpul campaniei sale împotriva sciților, care amenințau frontierele de nord ale Persiei. Armata sa a întâlnit triburi geto-dace ostile și le-a învins, așa cum este descris de Herodot (4,93). Secole mai târziu, la începutul secolului al II-lea e.n., în timp ce geto-dacii, acum organizați într-un „regat”, se apărau împotriva unei invazii romane, Decebal, „regele” lor, a căutat o alianță cu regele din Arsacid, Pacor al II-lea Peste un mileniu mai târziu a apărut o oportunitate de cooperare între Ștefan cel Mare, Prințul Moldovei (1457-1504) și Uzun Hasan, domnitorul din Aq Qoyunlu, împotriva unui dușman comun, sultanul otoman Mehmed al II-lea (r. 1451-81). În 1472, un trimis al lui Uzun Hasan, în drum spre Polonia, Ungaria, Veneția și Papalitate, a căutat ajutor împotriva turcilor, și i-a trimis o scrisoare de la stăpânul său lui Ștefan cel Mare, prin care îi cere sprijinul pentru o expediție împotriva lui Mehmed al II-lea (Decei, pp. 164-7), dar nu s-a mers mai departe. În secolele ulterioare nu sunt înregistrate contacte politice româno-iraniene similare, în principal pentru că Moldova și principatul român vecin al Țării Românești deveniseră state vasale ale Imperiului Otoman și li s-a interzis să întrețină relații directe cu puterile străine. Abia după ce principatele au obținut unirea în 1859 și independența de facto în anii 1860, relațiile diplomatice formale cu Iranul au devenit posibile.
Persia a luat inițiativa în 1875, când ministrul său în Turcia l-a întrebat pe agentul diplomatic al Principatelor Române Unite de la Istanbul dacă guvernul său va fi de acord cu înființarea unui consulat general persan la București, „fără a cere aprobarea Porții.” Ministrul român de externe a acceptat imediat propunerea, dar partea persană nu a mai luat nicio măsură (Vaisman, 1971b, p. 319). Apoi, obținerea independenței depline de către România ca urmare a războiului ruso-turc din 1877-78 și a Congresului de la Berlin din 1878 a deschis calea pentru stabilirea unor relații diplomatice formale cu Persia. În 1880, guvernul român a numit un membru al legației Olandei la Teheran, un anume cavaler Keun, pentru a-i reprezenta interesele în Persia. Această acțiune a făcut parte dintr-un angajament mai amplu de a obține recunoașterea independenței României față de cât mai multe țări și, în acest scop, l-a împuternicit pe Keun să trateze cu guvernul persan în așa fel încât să favorizeze relațiile de prietenie între cele două țări. Keun și-a îndeplinit în mod admirabil misiunea și a putut informa guvernul român în decembrie 1881 că Persia a recunoscut independența țării. Cu toate acestea, abia în iulie 1902 s-au stabilit relații diplomatice regulate când s-a deschis o legație persană la București. De atunci și până în 1910 au început să funcționeze consulate persane la București și Iași, în porturile fluviale Galați și Brăila și în portul de la Marea Neagră, Constanța. Deschiderea ultimelor trei consulate sugerează că principalul interes al Persiei în România era comercial. De asemenea, Persia și-a folosit legația de la București pentru a extinde relațiile diplomatice cu Serbia, Grecia, Bulgaria și Muntenegru, întrucât ministrul său din România era acreditat și în aceste țări. Dar România a rămas fără reprezentare diplomatică la Teheran. Apoi, în 1929, Persia și-a închis legația la București și consulatele sale, probabil din cauza dificultăților financiare cauzate de criza economică mondială a vremii. Cele două țări au menținut relații prin reprezentanții lor diplomatici în alte capitale.
Odată depășită criza economică, a început o nouă perioadă în relațiile româno-iraniene. Negocierile dintre cele două țări din 1934 și 1935, în principal la Ankara, au dus la redeschiderea legației persane la București în octombrie 1935 și la sosirea primului reprezentant diplomatic român la Teheran în martie 1936. Cele două țări aveau anumite interese comune, dar relațiile lor până la al Doilea Război Mondial, deși cordiale, nu au fost apropiate sau convingătoare. Nici comerțul direct între cele două țări nu a fost mai mult decât modest și neregulat. Dar comerțul de tranzit era promițător, deoarece ambele părți au perceput avantaje în promovarea acestuia. Guvernele persan și turc cooperaseră la construirea unei autostrăzi de la Tabriz prin Erzurum până la Trabzon pe Marea Neagră, care la sfârșitul anilor 1930 a devenit o legătură în comerțul dintre Persia și Europa, prin România. Mărfurile erau aduse cu vaporul de la Trabzon la Constanța, de unde erau duse cu barca fluvială în susul Dunării sau cu trenul către piețele din Europa Centrală. Volumul comerțului a fost suficient de mare pentru a încuraja înființarea unei linii maritime regulate între Trabzon și Constanța în 1940. Însă implicarea României în Războiul Mondial a pus capăt relațiilor: în 1941 relațiile dintre cele două țări au fost întrerupte din cauza războiului, în special a alianței României cu Germania nazistă.
Relațiile diplomatice dintre România și Iran au fost reluate în 1946, dar contactele politice și schimburile economice au rămas la un nivel modest în primii cincisprezece ani ai Republicii Populare Române, care fusese proclamată la 30 decembrie 1947 de către acum dominant Partidul Comunist Român. Consolidarea regimului comunist în România în anii 1950, subordonarea acestuia față de Uniunea Sovietică și apariția Războiului Rece între Est și Vest au împiedicat dezvoltarea relațiilor româno-iraniene. Abia în ultimul an (1964-65) al mandatului lui Gheorghe Gheorghiu-Dej în fruntea Partidului Comunist Român au devenit posibile contacte extinse, în principal ca urmare a unei apropieri dintre Uniunea Sovietică și Iran. În 1962, guvernul iranian a propus guvernului sovietic anumite măsuri pentru a îmbunătăți relațiile bilaterale, o inițiativă care a stârnit un răspuns pozitiv la Moscova. Partidul Comunist Român a urmărit îndeaproape dezvoltarea noii relații, întrucât propriile sale contacte cu Iranul ar fi depins în mare măsură de cursul urmat de Uniunea Sovietică. De la mijlocul anilor 1960, în timpul domniei Șahului Mohammad Reza Pahlavi, datează creșterea remarcabilă a relațiilor diplomatice și, mai ales, economice, dintre România și Iran. Cele două țări au înțeles avantajele economice al relațiilor mai strânse, dar puteau coopera și în afaceri internaționale urmărind obiectivul comun de a menține o anumită independență față de superputeri dominante, Uniunea Sovietică pentru România, Statele Unite pentru Iran (Saikal, pp. 442). -48).
Accederea lui Nicolae Ceaușescu la conducerea Partidului Comunist Român în martie 1965 s-a dovedit decisivă pentru relația româno-iraniană. El era dornic să extindă schimburile economice dintre cele două țări, ca parte a proiectului său ambițios de a promova dezvoltarea economică a României și, prin urmare, de a grăbi modernizarea acesteia și, în acest proces, de a obține o mai mare flexibilitate în relațiile cu Uniunea Sovietică. El nu a pierdut timp deschizând drumuri către Iran. În octombrie 1965, el a ridicat legația României de la Teheran la rang de ambasadă și l-a pus pe prim-ministrul său să se angajeze în discuții preliminare la Teheran despre acorduri comerciale de anvergură. Mohammad Reza Shah a fost, de asemenea, interesat de deschiderea cooperării economice cu România, ca un alt mijloc de extindere a exporturilor și de obținere de bunuri de mașini și asistență tehnologică pentru a stimula modernizarea Iranului. În 1966 el a călătorit la București, unde a semnat primele tratate economice între cele două țări, care acopereau importurile de mașini și echipamente industriale de tot felul de către Iran și de țiței și bumbac brut de către România. Forța relației în următorul deceniu a constat în extinderea constantă a comerțului și a cooperării tehnice. La rândul său, Ceaușescu avea nevoie de rezerve sporite de țiței pentru a sprijini industria petrochimică și instalațiile de rafinare din România, în creștere rapidă, din care petrolul putea fi exportat în Occident, ca monedă forte, esențială pentru dezvoltarea economică. Ceaușescu a fost reticent să apeleze la Uniunea Sovietică pentru aprovizionarea cu energie, deoarece se temea că o astfel de acțiune va compromite politica de autonomie națională în cadrul blocului sovietic est-european pe care o promova. Primul transport de petrol iranian a sosit în România în 1968.
Ceaușescu a vizitat Teheranul în 1967, unde a încheiat acorduri care prevăd colaborarea între fabricile de tractoare din Brașov și Tabriz și organizarea fermelor de bumbac din nordul Iranului. Astfel de aranjamente s-au dovedit profitabile pentru România, întrucât balanța comercială dintre cele două țări continua să fie mult în favoarea ei. Cu toate acestea, în 1969, șahul și Ceaușescu au ajuns la un acord asupra unui tratat economic și tehnologic complex, prin care România acorda Iranului credite de 100 de milioane de dolari pentru achiziționarea de echipamente industriale românești și, în schimb, Iranul permitea României să cumpere țiței și bumbac la preturi preferentiale. Dar negocierile de la București în 1970 între cele două părți nu au mers așa cum dorise Ceaușescu, din moment ce șahul, dornic să stimuleze capacitatea de rafinare a petrolului din propria țară, a limitat exportul de țiței, oferind totusi Romaniei o reducere. De asemenea, șahul și-a îndemnat partenerul să importe mai multe produse din bumbac procesat și mai puțin bumbac brut pentru a consolida industria textilă iraniană. Mai mult, în anii 1970 România importa autobuzele și microbuzele produse de Compania Națională a Iranului. În ciuda unor dezacorduri ocazionale, comerțul dintre cele două țări a crescut constant în anii 1970, iar la jumătatea deceniului importurile României din Iran au ajuns la 300 de milioane de dolari, din care aproape 90 la sută erau țiței.
Tulburările politice și Revoluția Islamică din 1978 și răsturnarea dinastiei Pahlavi în februarie 1979 au dus la o întrerupere a relației economice reciproc avantajoase dintre cele două țări (Kelner, p. 494). Drept urmare, România a suferit un deficit grav de petrol și a fost obligată să apeleze la alte surse, în special Irak și Uniunea Sovietică. Cu toate acestea, pentru Iran vânzarea de petrol către România a fost o afacere bună și, în consecință, Iranul a reluat exporturile de țiței în aprilie 1979. Un nou contract prevedea că Iranul va furniza 2,5 milioane de tone de țiței în valoare de aproximativ 370 de milioane de dolari, în perioada următoare și că, în schimb, România va trimite cantități mari de produse alimentare și o varietate de articole necesare pentru revitalizarea industriei iraniene. Declanșarea războiului dintre Iran și Irak în 1980 a reprezentat o nouă complicație în relațiile româno-iraniene, iar Ceaușescu a manevrat cu mare grijă între beligeranți pentru că trebuia să apeleze la resursele petroliere ale ambilor.
Ceea ce frapează în relațiile dintre România și Iran de-a lungul mai multor decenii este continuitatea dialogului, care nu a suferit nicio schimbare semnificativă după Revoluția Islamică. Declarațiile publice comune oficiale ale lui Ceaușescu și ayatollahului Ruhollah Khomeini și mai târziu ayatollahul Ali Khamenei până la prăbușirea regimului comunist român în decembrie 1989 nu s-au deosebit de cele ale lui Ceaușescu si ale șahului. Pe tot parcursul anilor 1980 Ceaușescu a acordat mare prioritate continuării comerțului cu Iranul, mai ales ca sursă de petrol, deoarece producția proprie a României nu putea satisface cerințele tot mai mari ale industriei, și ca piață pentru tehnologia și mărfurile românești. Relația cu Iranul era atât de importantă, încât Ceaușescu a întreprins o călătorie la Teheran la 18 decembrie 1989, chiar dacă tulburările care urmau să-i răstoarne regimul în mai puțin de o săptămână, s-au intensificat. După 1989, relațiile cu Iranul sub guvernele democratice românești, deși normale, și-au pierdut mult din intensitatea economică, pe măsură ce România s-a apropiat de Uniunea Europeană și de Statele Unite și și-a sporit implicarea în organizațiile financiare și economice internaționale.

### Relații culturale
Studiul limbii și literaturii persane în România s-a bazat în mare parte pe inițiative individuale până la mijlocul secolului XX, când aceste discipline au devenit parte permanentă a curriculum-ului Universității din București. Până în acel moment, persana a fost inclusă printre „limbile orientale” care erau studiate pe măsură ce era nevoie, dar a fost întotdeauna secundară limbii turce - care își datora statutul îndelungatei legături politice și comerciale dintre principatele Țării Românești și Moldovei, și Imperiul Otoman - precum și limbii arabe. Informațiile despre studiul timpuriu al persanei sunt rare. Prima mențiune despre limbile orientale ca subiect de studiu datează de la mijlocul secolului al XVII-lea când, se pare, aceste limbi, sau cel puțin araba, erau predate la Mănăstirea celor Trei Ierarhi din Iași, Moldova (Matei, p. 3).
Apoi, în prima jumătate a secolului al XVIII-lea, limbile orientale au fost introduse în cadrul academiilor domnești din Iași și București, cele mai înalte instituții de învățământ din principate. Predarea formală la universitățile din România modernă a progresat lent. În 1907 și 1926 s-a încercat înființarea unei catedre de limbi orientale (turcă, arabă și persană) la Universitatea din București, dar fondurile și voința au lipsit. Abia în 1956 au fost introduse cursuri regulate în această materie, inclusiv persană, iar apoi, în 1974, limba și literatura persană au devenit o secție separată în cadrul Facultății de Limbi și Literaturi Străine din Universitatea din București, statut care le permitea studenților să obțină o diplomă de licență în specialitate. Interesul pentru viața culturală și spirituală iraniană nu a fost în niciun caz limitat la scriitori și savanți din perioada interbelică. Regina Maria a României (1875-1938; r. 1914-27) a întruchipat dorința elitelor de a testa noi moduri de a gândi despre lume atunci când a îmbrățișat învățăturile Bahai în 1926-27 (Marcus).
Mai multe colecții de manuscrise persane găzduite în bibliotecile românești mărturisesc interesul pe care intelectualii și elitele sociale române l-au avut pentru literatura și cultura persană. Deși aceste colecții sunt mici, ele acoperă cei mai importanți dintre poeții clasici și conțin și alte lucrări de valoare. Cele două colecții principale de manuscrise persane sunt cele din Biblioteca Academiei Române din București și din filiala acesteia din Cluj. Prima colecție este formată din aproximativ 70 de manuscrise de istorie, filozofie, științe ale naturii și matematică, pe lângă volume de poezie clasică, toate datând între secolele al XV-lea și al XVIII-lea. Printre volumele importante se numără Divanul lui Ḥāfeẓ, copiat în 1499, și Golestān și Bustānul lui Saʿdi, datând din secolul al XVI-lea. De remarcat în a doua colecție de poate 15 manuscrise este Šāh-nāma a lui Ferdowsi, în două volume din secolele XVI-XVII (Beldescu, pp. 27, 35, 44).

## Legături externe
- Relații bilaterale pe Ministerul Afacerilor Externe din România
- https://iranicaonline.org/articles/romanian-iranian-relations